# Хелфауи, Анисса
Анисса Хелфауи (араб. أنيسة خلفاوي‎; урождённая Нассоненко; род. 29 августа 1991, Киев) — алжирская фехтовальщица-рапиристка украинского происхождения. Выступает за национальную сборную Алжира по фехтованию начиная с 2008 года, многократная призёрка чемпионатов Африки, победительница турниров национального значения, участница трёх летних Олимпийских игр.

## Биография
Родилась 29 августа 1991 года в городе Киеве, Украина. Впоследствии жила и тренировалась в Алжире, на соревнованиях так же представляла сборную этой страны.
Впервые заявила о себе на взрослом международном уровне в сезоне 2008 года, когда вошла в основной состав алжирской национальной сборной и благодаря череде удачных выступлений удостоилась права защищать честь страны на летних Олимпийских играх в Пекине. Однако уже в первой встрече личного зачёта рапиристок со счётом 2:11 потерпела поражение от американки Ханны Томпсон и сразу же выбыла из борьбы за медали.
В 2011 году стала обладательницей бронзовой медали чемпионата Африки в Каире, полученной в женском личном первенстве.
Находясь в числе лидеров фехтовальной команды Алжира, благополучно прошла отбор на Олимпийские игры 2012 года в Лондоне — здесь тоже остановилась в 1/32 финала, проиграв со счётом 4:15 украинке Ольге Лелейко.
После лондонской Олимпиады Хелфауи осталась в составе алжирской национальной сборной и продолжила принимать участие в крупнейших международных турнирах. Так, в 2013 году она побывала на чемпионате мира в Будапеште, где заняла в личном зачёте рапиры 66 место, и завоевала бронзовую медаль на чемпионате Африки по фехтованию в Кейптауне.
В 2014 году на африканском первенстве в Каире вновь стала бронзовой призёркой и индивидуальном зачёте рапиристок. Год спустя на аналогичных соревнованиях получила бронзу в личном зачёте и серебро в командном.
На Олимпийских играх 2016 года в Рио-де-Жанейро закрыла в женской рапире двадцатку сильнейших, уступив в 1/16 финала канадке Элеанор Харви.
В 2017 году выиграла бронзовую медаль в личном зачёте на чемпионате Африки в Каире.